# Vévoda z Gramontu
Titul vévoda z Gramontu (francouzsky: duc de Gramont) je francouzské vévodství a bývalý šlechtický titul. Vytvořen byl v roce 1648 pro francouzského maršála Antoina III. de Gramont.

## Dějiny
Gramontové byli navarrským středověkým šlechtickým rodem, který žil na zámku Bidache. Vlastnili půdu v Dolní Navarře a v sousedním Gaskoňsku, části Francouzského království. Jako jejich poddanští páni, navarrští králové, hráli aktivní roli ve francouzské politice. Poslední dědička rodu Claire de Gramont († 1534) se provdala za Menauta d'Aure a jejich syn Antoine přijal jméno Gramont, ne d'Aure.
Antoine de Gramont byl předním šlechticem v jihozápadní Francii během náboženských válek. Nejprve byl kalvinistou a sloužil jako generálporučík královny Jany d'Albret, poté přešel na stranu katolicismu a do služeb krále Karla IX. V roce 1563 mu byl udělen titul hraběte z Guiche. Antoine de Gramont byl také prvním Gramontem, který si nárokoval suverenitu nad Bidacheským knížectvím. Jeho vnuk, také jménem Antoine de Gramont, navarrský místokrál, byl v roce 1643 jmenován vévodou z Gramontu.
Dalším slavným členem tohoto vévodského rodu byl Philibert de Gramont (1621–1707), mladší syn prvního vévody.

## Hrabata z Guiche
- 1563–1576 : Antoine I. de Gramont (1526–1576)
- 1576–1580 : Philibert de Gramont (1552–1580)
- 1580–1643 : Antoine II. de Gramont (1572–1644)

## Vévoda z Gramontu (poprvé)
- 1643–1644: Antoine II. de Gramont (1572–1644). Patent na vytvoření titulu nebyl před jeho smrtí v parlamentu zaregistrován, takže jeho syn musel požádat o vytvoření nového.

## Vévoda z Gramontu (podruhé)
- 1648–1678: Antoine III. de Gramont–Touloujon, 2. vévoda z Gramontu (1604–1678)
- 1678–1720: Antoine Charles IV. de Gramont, 3. vévoda z Gramontu (1641–1720)
- 1720–1725: Antoine V. de Gramont, 4. vévoda z Gramontu (1671–1725)
- 1725–1741: Antoine VI. Louis Armand de Gramont, 5. vévoda z Gramontu (1688–1741)
- 1741–1745: Louis I. de Gramont, 6. vévoda z Gramontu (1689–1745)
- 1745–1790: Antoine VII. de Gramont, 7. vévoda z Gramontu (1722–1801)
- 1815–1836: Antoine Louis Marie de Gramont, 8. vévoda z Gramontu (1755–1836)
- 1836–1848; 1852–1855: Antoine IX. Geneviève Héraclius Agénor de Gramont, 9. vévoda z Gramontu (1789–1855)
- 1855–1880: Antoine Alfred Agénor de Gramont, 10. vévoda z Gramontu (1819–1880)
- 1880–1925: Antoine Alfred Agénor de Gramont, 11. vévoda z Gramontu (1851–1925)
- 1925–1962: Antoine Agénor Armand de Gramont, 12. vévoda z Gramontu (1879–1962)
- 1962–1995: Antoine Agénor Henri Armand de Gramont, 13. vévoda z Gramontu (1907–1995)
- 1995–2014: Antoine Armand Odelric Marie Henri de Gramont, 14. vévoda z Gramontu (1951–2014)
- 2014–: Antoine de Gramont, 15. vévoda z Gramontu (* 2008)

## Vévodové z Guiche
- 1780–1836 : Antoine Louis Marie de Gramont (1755–1836), synovec 7. vévody z Gramontu. Dne 16. dubna 1780 obdržel patent na titul vévody z Guiche a po smrti svého strýce bez potomků v roce 1801 jej následoval pod jménem a titulem vévody z Gramontu. Titul vévody z Guiche pak nesl nejstarší člen rodiny Gramontů a předpokládaný dědic titulu vévody z Gramontu.

## Vévodové z Lesparre
- 1739–1774: Antoine de Gramont, 1. vévoda Lesparre (1722–1801), hrabě z Lescunu, poté z Lesparre, titul 1. vévody Lesparre udělen v roce 1739, poté se v roce 1745 stal 7. vévodou z Gramontu.

- 1774–1790: Louis-Antoine de Gramont, 2. vévoda z Lesparre (1746–1790), získal vévodský titul na základě dekretu v roce 1774 (zemřel dříve než jeho otec)[2]

- 1820–1877: Auguste de Gramont, 3. vévoda z Lesparre (1820–1877)

- 1877–1931: Armand de Gramont, 4. vévoda z Lesparre (1854–1931)

- 1931–1971: Antoine de Gramont-Lesparre, 5. vévoda z Lesparre (1889–1971). V roce 1913 mu bylo dekretem povoleno přidat ke svému jménu jméno Moncey de Conegliano.[3]

- 1971–1982: Arnaud de Gramont, 6. vévoda z Lesparre (1928–1982).

- 1982–: Aimery de Gramont, 7. vévoda z Lesparre (* 1953).
  - Armand de Gramont (* 1977), syn 7. vévody z Lesparre.

## Galerie

Erb Antoina III.
Erb Antoina VIII.
Erb Philiberta